# Emiel Van Coppenolle
Emiel Van Coppenolle, né en 1892, était un militaire de carrière et un Lieutenant-Colonel de la Gendarmerie belge dont il assura le commandement durant la Seconde Guerre mondiale. Collaborationniste, il est condamné à mort en 1948 mais est cependant libéré en 1952. Il meurt à Houthalen le 30 juin 1975,,.

## Éléments biographiques
Durant la Première Guerre mondiale, Emiel Van Coppenolle est sous-lieutenant d'infanterie et combat sur le front de l'Yser. Il milite ensuite pour l'égalité linguistique dans l'armée. Il fait des études de science politique à la KUL. Il y décrochera un doctorat en sciences politiques et sociales.

### Seconde Guerre mondiale
Fait prisonnier en mai 1940 sur la Lys, il est interné dans un oflag à Luckenwalde où il fréquente le cercle flamingant et pro-nazi Luitenant De Winde Kring. Rapidement libéré, en août 1941, il est nommé, à la tête de la Police générale du Royaume (PGR). En août 1942, il prend part, au côté de ses hommes, aux rafles à Anvers. En février 1943, Gérard Romsée qui siège au Comité des Secrétaires-généraux le nomme commandant national de la gendarmerie. L'homme s'attire d'emblée une haine tenace directement initiée par la radio de Londres. Durant la Seconde Guerre mondiale, Emiel Van Coppenolle luttera activement contre la résistance qu'il assimilait à des organisations criminelles: "Celui qui commet un attentat est un terroriste". Il déplore également le fait que l'action qu'il mène à l'encontre des résistants est de plus en plus incomprise par la population. Il ne sera cependant qu'une seule fois la cible d'un attentat, le 3 mars 1943. Le 31 août 1944, les alliés étant aux portes de la Belgique, il s'exile à Berlin où il rencontre Kaltenbrunner qui lui propose le commandement de la division SS Flandern, il décline.

### Après guerre
Le Gouvernement Pierlot arrête et fait juger les principaux officiers de la gendarmerie. Cette épuration restera toutefois de faible ampleur car le gouvernement ne peut totalement étêter un corps dont il a besoin alors que, dans le même temps, certains groupes de résistants appellent à une révolution communiste. Hubert Pierlot tempère en parlant de la gendarmerie qui a eu: « une conduite magnifique pendant toute la guerre et [dont les membres] ont eu le mérite de rester fidèle à leur devoir sous un chef indigne »,. Ce chef indigne, Emiel Van Coppenolle, est condamné à mort à l'issue de son procès en décembre 1948, la sentence ne sera toutefois jamais appliquée et sera commuée en détention à perpétuité. Il est libéré en 1952 causant la chute du gouvernement. Il travaillera alors pour une entreprise allemande et ne sera plus inquiété jusqu'à sa mort qui survient le 30 juin 1975 à Houthalen.

## Mémoires
Le CEGES conserve ses mémoires, inédites:
- Emiel Coppenolle, Souvenirs du chef national de la gendarmerie sous l'occupation 1940-1944: mémoires, (1910-1960), 408 p.